# Tugur
Il Tugur (in russo Тугур?) è un fiume dell'Estremo Oriente russo. Scorre nel Tuguro-Čumikanskij rajon del Territorio di Chabarovsk e sfocia nel golfo del Tugur (mare di Ochotsk).
Il fiume ha origine dalla confluenza dei fiumi Assyni e Konin e scorre in direzione nord-est. Nel corso inferiore è un fiume piatto che scorre in una zona paludosa con una larghezza della valle del fiume fino a 30 km. Nel corso medio e superiore ha le caratteristiche di un fiume di montagna. La sua lunghezza è di 175 km, l'area del bacino è di 11 900 km².
Non ci sono insediamenti permanenti sul fiume, ma la zona è visitata dai pescatori. Anche il rafting lungo gli affluenti di montagna del Tugur è popolare.

## Fauna
Il fiume è ricco di pesci: taimen, temoli, lenok e lucci.